# Félix Éboué
Adolphe Sylvestre Félix Éboué (pronunciación en francés: /adɔlf silvɛstʁ feli ebwe/; 1 de enero de 1884 – 17 de mayo de 1944) fue un administrador colonial francés y uno de los líderes de las fuerzas de Francia Libre. Fue el primer afrofrancés en ser designado a un cargo colonial en el país, cuando fue designado como gobernador de Guadalupe en 1936.
Como gobernador de Chad (parte de la África Ecuatorial Francesa) durante la mayor parte de la Segunda Guerra Mundial, ayudó a construir apoyos para las fuerzas de Francia Libre de Charles de Gaulle en 1940, logrando el apoyo del electorado para el gaullismo tras la guerra. Apoyó la educación de los africanos, así como su desginación en puestos en su gestión, como también apoyó la preservación de la cultura africana. Fue la primera persona negra en ser inhumada en el Panteón de París.

## Primeros años y educación
Nació en Cayena, Guyana Francesa, nieto de esclavos, Félix fue el cuarto de una familia de cuatro hermanos. Su padre, Yves Urbain Éboué, fue un prospector de oro, mientras que su madre, Marie Josephine Aurélie Leveillé, era la propietaria de un comercio, nacida en Roura. Su madre decidió criar a sus hijos en la tradición criolla guyanesa.
Éboué obtuvo una beca para estudiar la escuela secundaria en Burdeos. Se graduó en leyes de la École nationale de la France d'Outre-Mer (École coloniale abreviadamente), una de las grandes écoles de París.